# Plounévez-Quintin
Plounévez-Quintin (bret. Plounevez-Kintin) – miejscowość i gmina we Francji, w regionie Bretania, w departamencie Côtes-d’Armor.
Według danych na rok 1990 gminę zamieszkiwało 1145 osób, a gęstość zaludnienia wynosiła 27 osób/km² (wśród 1269 gmin Bretanii Plounévez-Quintin plasuje się na 523. miejscu pod względem liczby ludności, natomiast pod względem powierzchni na miejscu 120.).